# 华北事变
华北事变，是继1931年九一八事变日军侵占中国东北后，1935年5月日军侵犯蚕食华北地区的一系列軍事衝突的统称。相关事件包括张北事件及《秦土协定》，河北事件及《何梅协定》，以及香河事件、“华北五省自治”、“冀东防共自治政府”、丰台事件、“冀察政务委员会”、察东事件，并引发了同年的一二九运动。